# 따오기
따오기(학명: Nipponia nippon 닛포니아 닛폰[*])는 사다새목 따오기과 따오기속으로 분류되는 새다. 본종 1종으로 따오기속(Nipponia)을 구성한다. 일본의 텃새였고, 한반도에서는 겨울철새였다.
과거 세계적으로 불과 몇 마리에 불과할 정도로 개체수가 감소해 절멸위기에 처했다. 그러나 중국에서 발견된 개체군을 육성하여 2000년대 이후로 개체수가 회복추세에 있다. 2019년 기준 개체수는 중국에 2,600마리, 일본에 600마리, 대한민국에 363마리다.
일본의 공식적인 국조는 꿩이지만, 여러 가지 이유로 종종 따오기가 “일본을 상징하는 새”로 불린다. 니이가타현의 현조, 니이가타현 사도시 및 이시카와현 와지마시의 시조, 대한민국 경상남도 창녕군의 군조다.

## 분포
현재 중국, 일본, 한국 3개국에서 사육되고 있으며, 3개국 모두 방조된 야생개체가 있다.

### 과거의 분포
일본, 극동러시아(아무르강・우수리강 유역), 한반도, 중국(북쪽으로 길림성, 남쪽으로 복건성, 서쪽으로 감숙성까지) 등 동아시아 넓은 범위에 걸쳐 서식했고, 18 - 19세기 전반까지 매우 흔한 새였다. 그러나 모든 곳에서 남획과 개발로 인해 19세기부터 20세기에 걸쳐 개체수가 급감했다.
1735년 일본에서 발행된 『제국산물장』(諸国産物帳)을 보면, 북해도 남부, 호쿠리쿠, 츄고쿠 지방에 분포하고 있었다고 나온다. 근대화 이후(1860년대 후반 이후) 20세기 초에 걸쳐 개체군이 괴멸하여 1920 - 30년대 이후로는 급속히 희귀해졌다.:4 1922년 일본조류학회에서 편찬한 『일본조류목록』을 보면 북해도(하코다테), 혼슈(미야코・니시타마・요코하마・미노・에치고), 이즈 7도, 시코쿠(토쿠시마), 규슈, 오키나와, 대만, 조선에 분포하다고 기술되어 있다.:4 20년 뒤인 1942년 간행된 『일본조류목록』 제3판에서는 사도섬과 오키섬이 서식지로 추가되었다. 인공번식에 의한 종의 재도입 이전에 일본 본섬의 마지막 서식지는 이시카와현 노토반도였고, 일본 전체에서 마지막 서식지는 니이가타현 사도섬이었다. 마지막 일본산 따오기는 2003년 사망했다.
한반도에서는 1978년 판문점, 러시아에서는 1981년 우수리강을 끝으로 토종 야생개체가 관찰되지 않았다.

### 현황
현재 야생 개체는 중화인민공화국 섬서성 등지에 997마리(2010년 12월 시점)가 서식 중이다.
사육 개체는 중국에 620마리(2010년 시점), 대한민국에 13마리(2011년 시점), 일본에는 175마리(2021년 시점)가 있으며, 니이가타현 사도시의 사도따오기보호센터를 중심으로 분산사육하고 있다.
따오기를 사육하고 있는 시설
- 중화인민공화국 (2015년 현재[23])
  - 북경동물원 따오기사육센터
  - 섬서성 양현 따오기구호센터
  - 섬서성 루관대 따오기사육센터
  - 섬서성 녕섬현 따오기야생복귀센터

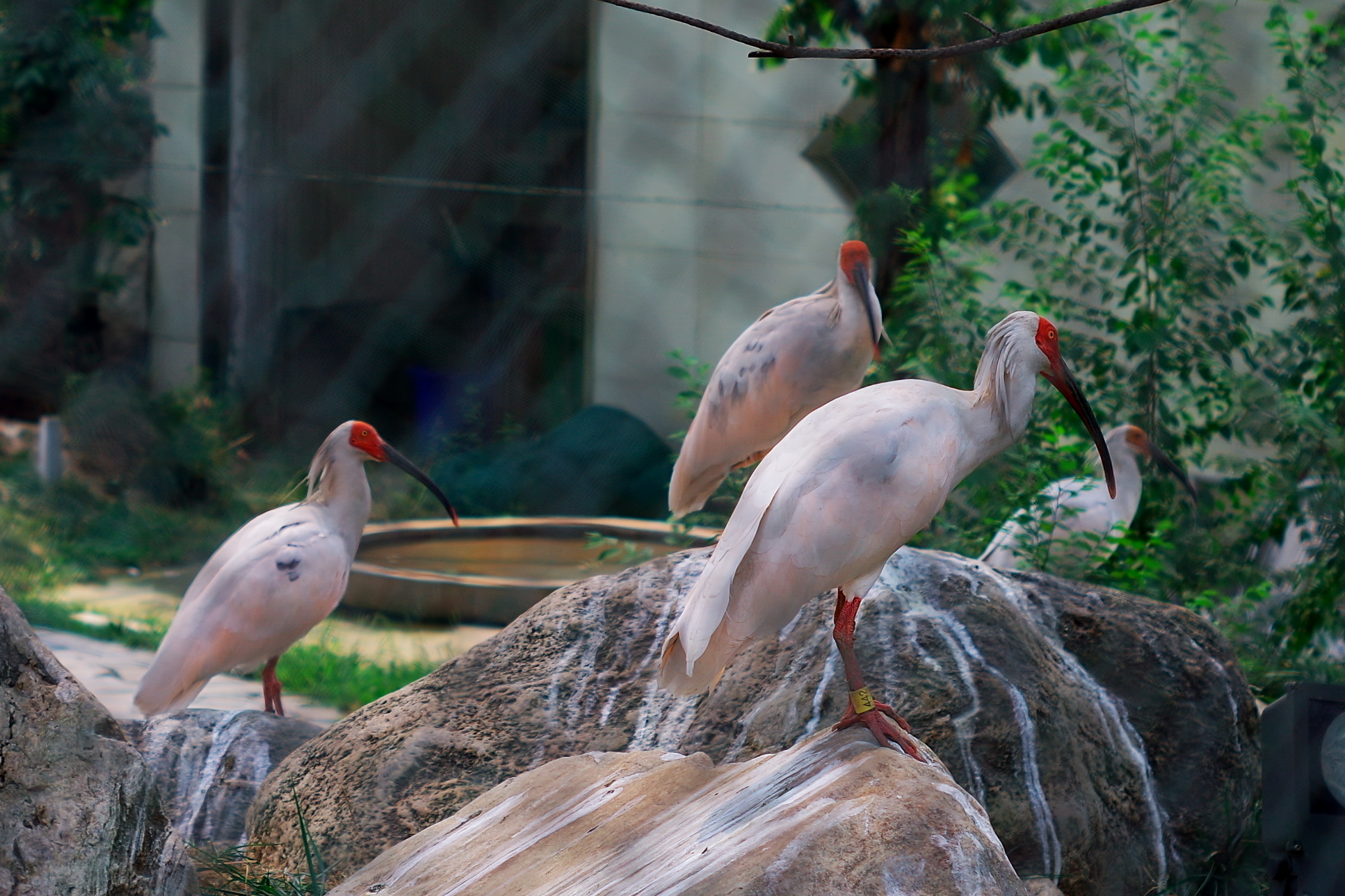
산시성 서안시 산파생태구의 따오기(2013년)

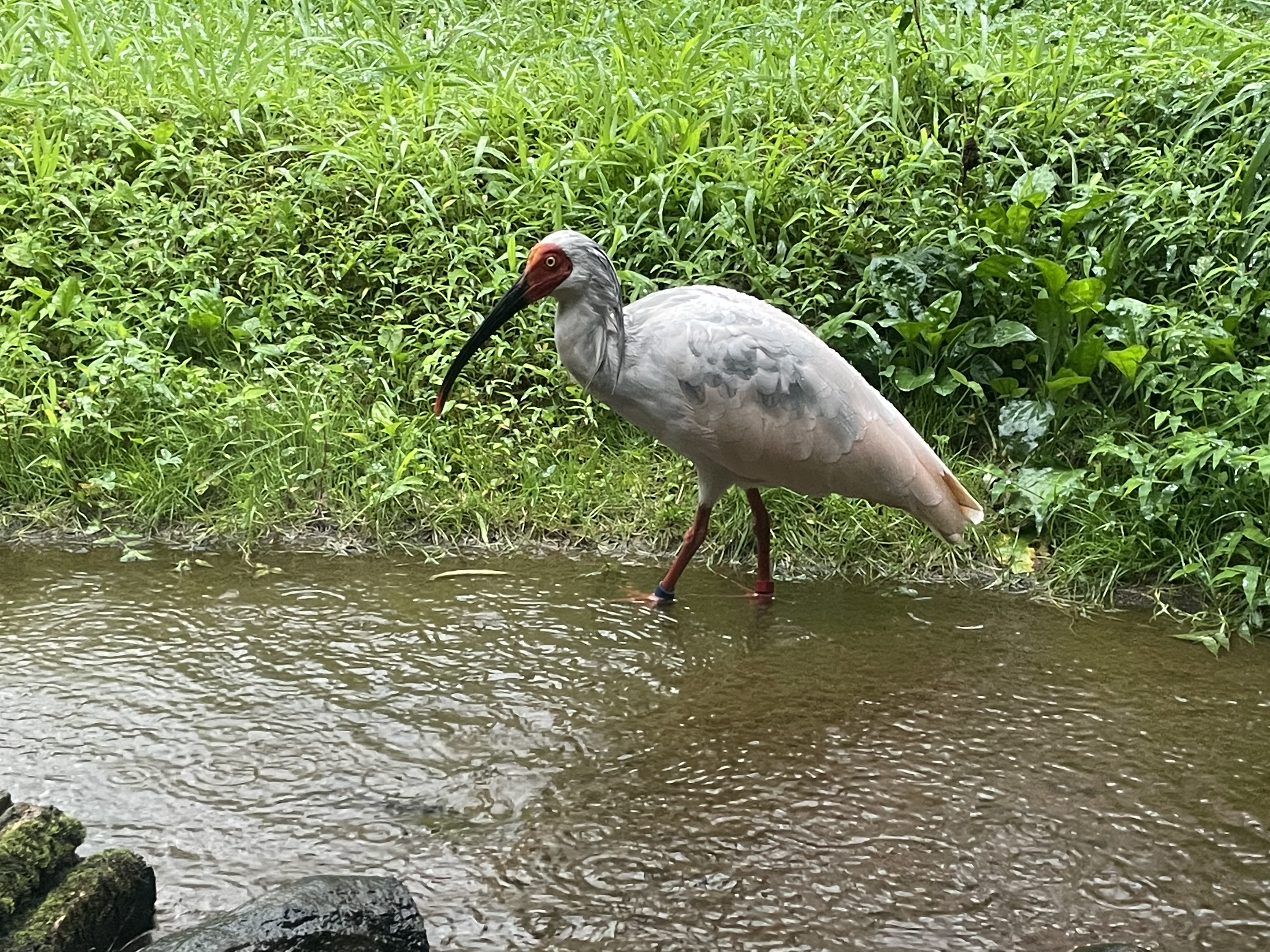
사도시 따오기보호센터의 사육전시개체. 암컷.

  - 하남성 동채(董寨)자연보호구 따오기사육센터
  - 절강성 덕청현따오기사육번식기지
  - 섬서성 동천 따오기야생복귀센터
  - 섬서성 천양(千陽) 따오기야생복귀센터
- 일본 (2021년 현재[22])
  - 사도시 따오기보호센터
  - 사도시 따오기야생복귀스테숀
  - 타마동물공원
  - 이시카와동물원　※전시공개함
  - 이즈모시 따오기분산사육센터
  - 나가오카시 따오기분산사육센터
  - 사도시 따오기접촉플라자　※전시공개함
- 대한민국
  - 우포따오기복원센터

## 형태

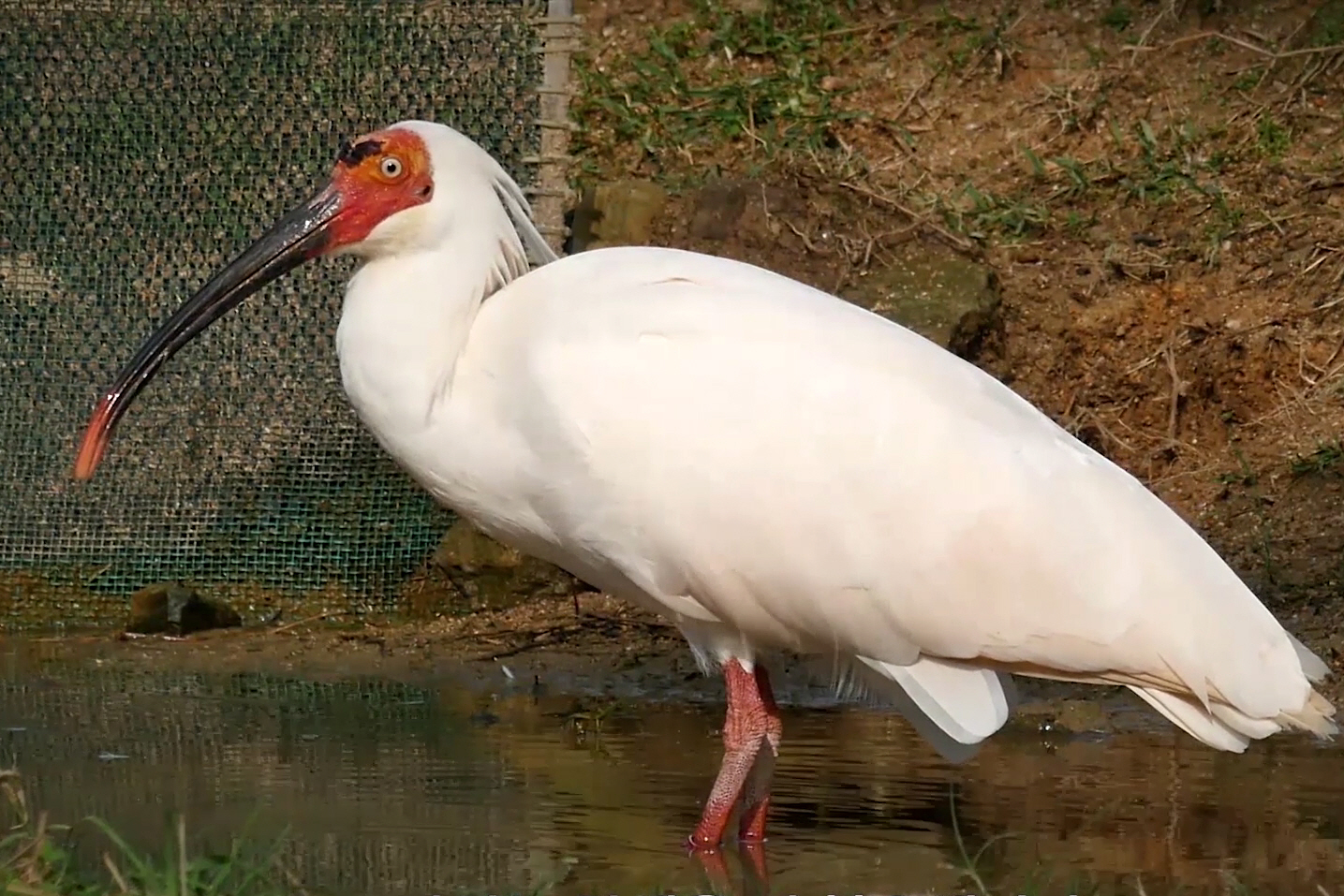
비번식기의 새하얀 따오기.

전장 70 - 80 센티미터. 익장 130 센티미터. 얼굴에만 빨간 피부가 노출되어 있다. 부리는 검고 끝만 빨갛다. 뒤통수에는 도가머리가 자라난다. 온몸이 희끗하지만 봄에서 여름에 걸쳐 날개 아랫면만 주홍색 도는 분홍색으로 물든다. 일본에서는 이 따오기 여름깃털색을 특히 주로색(朱鷺色)이라고 칭한다. 다리도 머리와 마찬가지로 빨간색이고, 홍채는 귤색이다. 어린 개체는 전신이 잿빛이고 머리가 노란색이다.

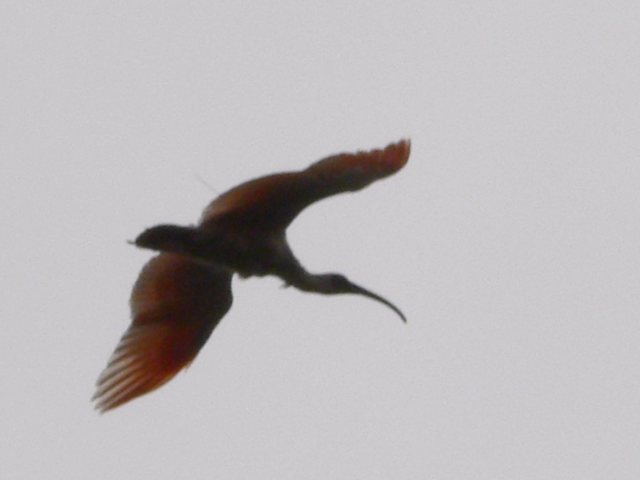
따오기의 비행. 일본 사도시. 등에 GPS 발신기를 달고 있다.

백로 등 왜가리과 새들이 비행 시 목을 구부리고 나는 반면, 따오기는 목을 쭉 뻗고 날아간다. 또한 검은머리흰따오기 등과 달리, 날 때 다리 끝이 꼬리날개 밖으로 나오지 않는다.

### 번식깃 착색
따오기는 번식기 직전, 1월 하순경부터 분말 형태의 물질을 목에서 분비하고, 그것을 목욕 후 몸에 문질러 스스로의 깃털을 흑회색으로 착색한다. 목욕 직후에는 특히 진해서 검은색에 가깝다. 2월 하순부터 3월 중순 사이에 완전히 착색이 완료되어 깃털이 회색이 되지만, 문지르는 행동은 8월까지 계속된다. 이 행동이 멈추면 깃털 색깔도 점차 흰색으로 되돌아가서 다시 새하얗게 된다. 털갈이를 하지 않고 이와 같이 깃털색을 바꾸는 방법은 극히 드문 사례이며, 지금까지 확인된 다른 종의 깃털색 변화와는 원리가 전혀 다르다. 이 원리는 20세기 후반에 이르러서야 규명되었으며, 상세한 것은 아직 밝혀지지 않은 것이 많다.
과거에는 회색 깃털의 따오기가 한중일에 서식하는 흰색 따오기와는 별개의 “러시아 변종”이라고 여겨졌다. 따오기의 깃털색이 번식기 전후로 변색한다는 사실은 1970년에야 학계의 정설로 받아들여졌다. 1891년에도 같은 연구가 있었으나 당시에는 주목받지 못했다.

## 분류
과거에는 번식기의 회색 개체를 별종・변종으로 간주하기도 했으나, 현재는 아종 같은 것은 없으며, 일본・중국・한반도・러시아의 따오기가 모두 같은 종으로 여겨진다. 일본 따오기와 중국 따오기의 미토콘드리아 DNA 차이는 0.06%에 불과하며, 이 정도는 아종이 아닌 동종 내부의 개체간 변이에 불과하다. 따오기의 미토콘드리아 DNA는 현재까지 5개 계통이 확인되었으며, 일본의 마지막 토종개체들은 타입 1, 중국에서 살아남아 현재 각지에 복원을 위해 도입된 따오기들은 타입 2다. 그러나 일본에도 타입 2의 개체가 과거에도 살았음이 밝혀졌다.
학명 Nipponia nippon의 속명과 종명은 모두 일본의 로마자 표기에서 유래했지만, 원래부터 그렇게 명명된 것은 아니다. 필리프 프란츠 폰 지볼트가 1828년 네덜란드로 보낸 표본을 쿤라트 야코프 테밍크가 1835년 Ibis nippon이라고 명명했고, 헤르만 슐레겔도 논문에 그 학명을 사용했다. 그러나 1852년 하인리히 라이헨바흐가 Nipponia temmincki이라는 완전히 새로운 학명을 명명했다. 학명 명명은 선취권 원칙에 따라 최초로 명명된 것이 유효하므로 라이헨바흐의 명명은 종명으로서는 무효이지만, 속명으로서는 신속을 제창한 것이었다. 그래서 1871년 라이헨바흐의 속명과 테밍크의 종명을 합친 Nipponia nippon을 존 에드워드 그레이가 처음 사용했고, 1922년 일본조류학회 편 『일본조류목록』에서도 채용했다. 현재는 이 학명이 일반적으로 사용되고 있다.

## 생태

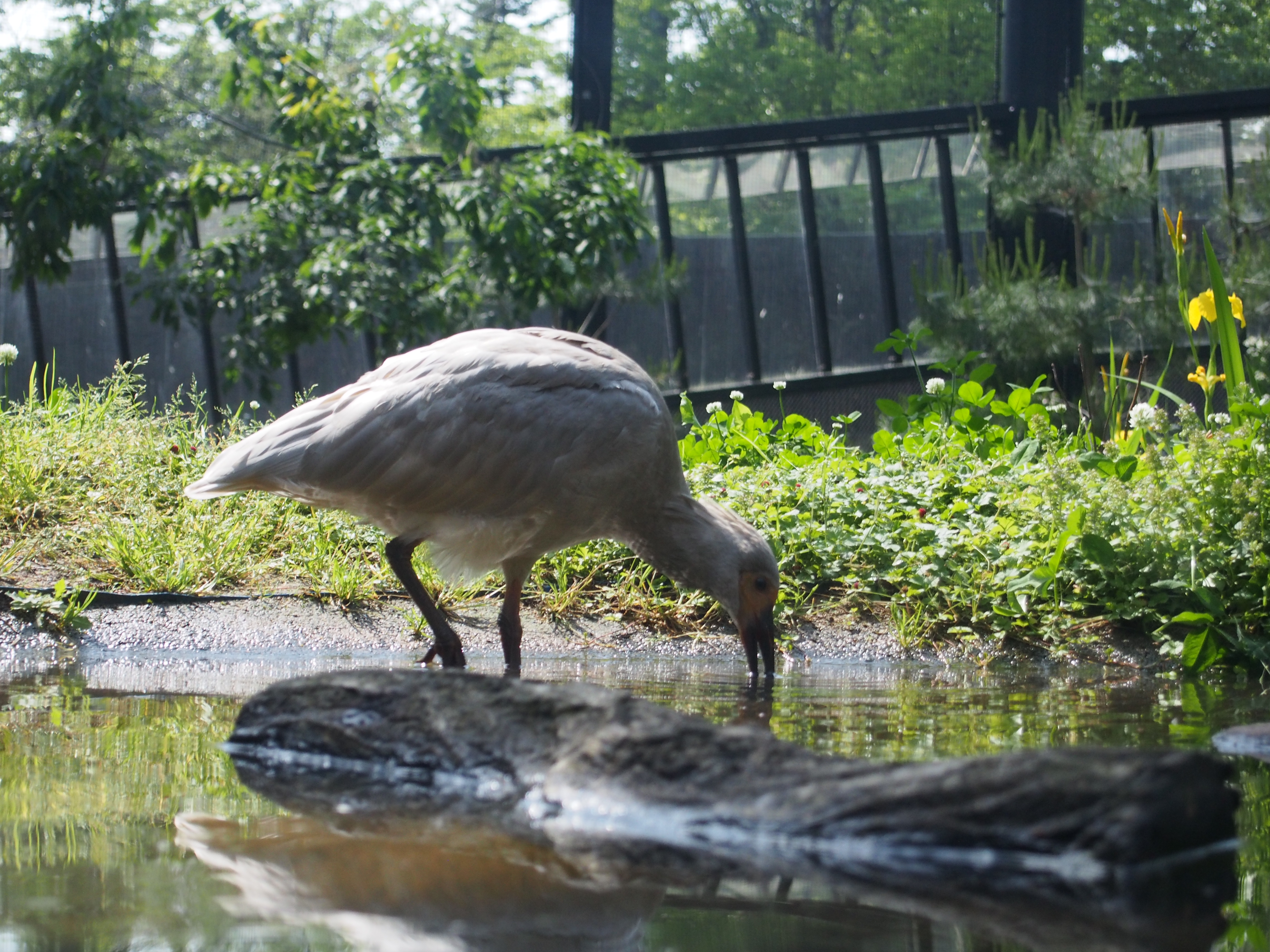
먹이활동을 하는 사도 따오기보호센터의 개체.

따오기아과의 다른 종들과 마찬가지로 부리의 촉각이 발달했으며, 부리로 습지나 무논의 진흙을 뒤져 미꾸라지・가재・개구리・곤충 등을 포식한다. 드물게 식물성 먹이를 먹기도 한다. 울음소리는 “따-아”, “구아-”, “깟깟” 등, 까마귀 비슷한 탁한 목소리다. 오노 란잔의 『본초강목계몽』에 의하면 무리지어 울면 매우 시끄러웠다는 것 같다.
2세에 성숙하지만, 초산 연령은 대부분 3세다. 수명은 암수 모두 15세 정도로 여겨진다.:18
산달, 까마귀, 맹금류가 천적이었던 것으로 여겨진다. 또한 사망 원인의 20%가 충돌・추락 등 사고사다.:16
따오기만을 숙주로 삼는 따오기응애(학명: Compressalges nipponiae)라는 기생충이 있었다. 일본에서 따오기가 멸종함에 따라 이 응애도 일본 환경성 레드리스트에서 야생절멸로 평가되었고, 중국에서 도입해온 따오기에게서는 응애가 발견되지 않음에 따라 2020년 완전 절멸한 것으로 연구발표되었다. 이 응애는 숙주 따오기와 마찬가지로 1속 1종이었다.

## 보존
| 국제적으로     | - 국제보호조 - 1960년 (반세기 이상 방치된 지정제도로서 현재는 별 의미가 없음) |
| 대한민국       | - 천연기념물 - 1968년 - 절멸위기야생동식물 - 2012년 |
| 일본국         | - 특별천연기념물(문화재보호법) - 1934년(천연기념물), 1952년(특별쳔연기념물) - 국내희소야생동식물종(종보존법) - 1993년 - 희소조수(수렵법) - 2003년 - 절멸위구 IA류(환경성 레드리스트) - 2019년 |
| 중화인민공화국 | - 국가1급 중점보호야생동물 - 1989년 - 빈위(瀕危)(중국빈위동물홍피서) |